# Iveco Magirus

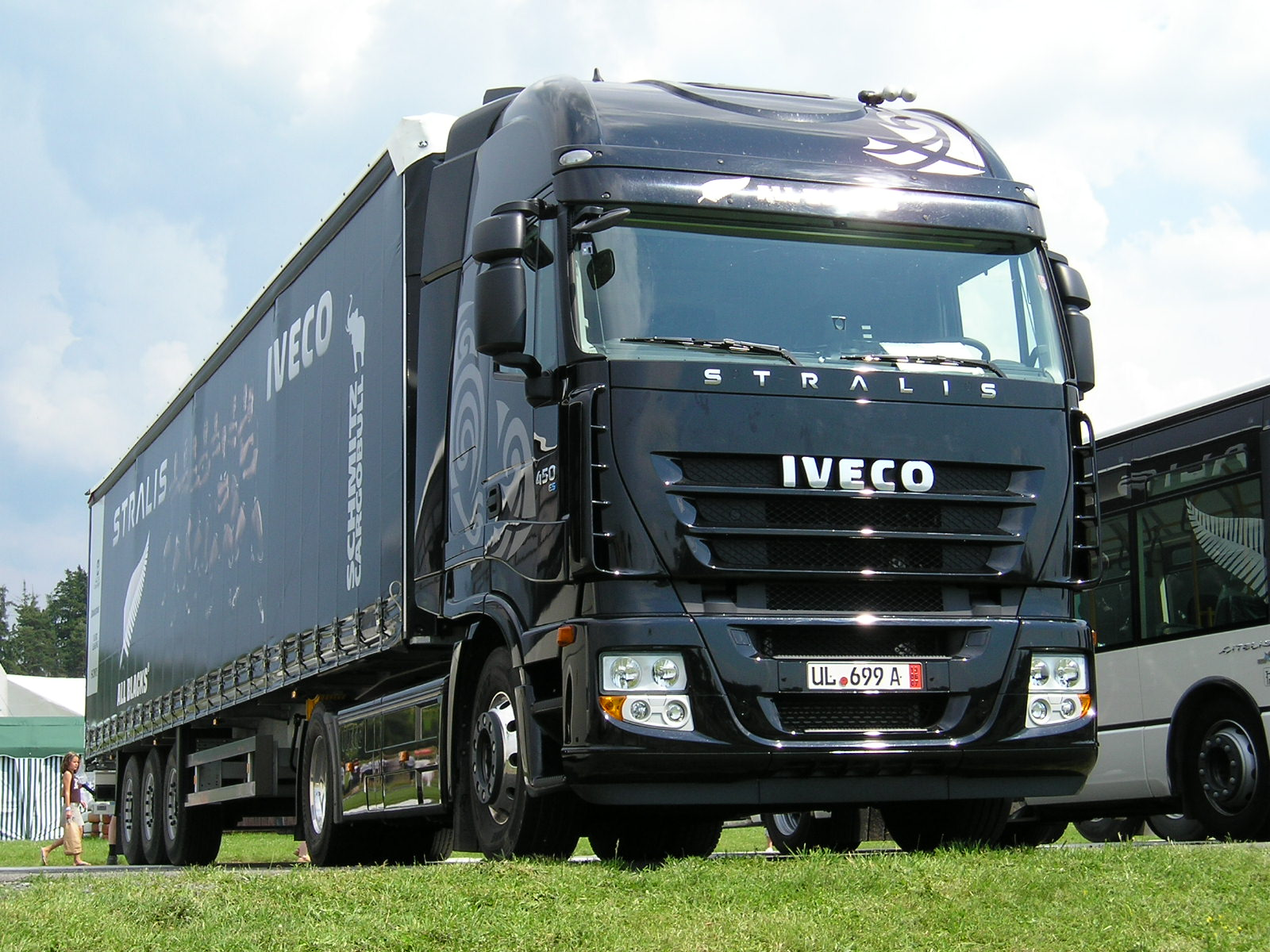
Iveco Stralis della Iveco Magirus

La Iveco Magirus AG è una società tedesca produttrice di autocarri e veicoli pesanti.
Nel sito storico di Ulma viene sviluppata e prodotta, fino al 2012, la gamma pesante della controllante Iveco. Fino al 2013 controllava anche la società di veicoli antincendio a marchio Magirus. È la sede tedesca della Iveco S.p.A. ove dal 2013 rimane la progettazione della gamma pesante prodotta nello stabilimento di Madrid.

## Storia della società
La Iveco Magirus AG origina dalla costruzione di autocarri, autobus e veicoli antincendio della Magirus, fondata nel 1865 da Conrad Dietrich Magirus e fusa nel 1936 con la Humboldt-Deutz (oggi Deutz AG). Deutz continuò la produzione di autocarri a marchio Magirus-Deutz. Nel 1974 la Deutz crea la società Magirus-Deutz AG, al fine di separare l'unità finanziaria della società da quella finalizzata alla produzione dei veicoli, e di quest'ultima l'Iveco nel 1975 rileva l'80% del capitale. Il restante 20% rimane in mano alla Deutz fino al 1980, poi diventerà tutto Fiat-Iveco. Nel 1983 la Magirus-Deutz AG viene trasformata in Iveco Magirus AG. La divisione veicoli antincendio nel 1996 diventa Iveco Magirus Brandschutztechnik GmbH.
La crisi del debito sovrano europeo colpisce il settore nell'anno 2009. La produzione di quell'anno cala del 56% e la situazione finanziaria del gruppo porta all'introduzione nel febbraio 2009 di una riduzione dell'orario di lavoro. Il gruppo Iveco, che nel frattempo diventa parte di Fiat Industrial, nel maggio 2012 chiude cinque stabilimenti in Europa trasferendo la produzione della gamma pesante da Ulma a Madrid. Il 3 agosto 2012 viene prodotto l'ultimo Iveco Stralis presso il sito storico di Ulma.
Rimane nel 2016 la parte progettativa del ramo autocarri pesanti del gruppo Iveco. 300 lavoratori vennero messi in prepensionamento e i rimanenti 1.500 garantiti dalla Fiat Industrial verso siti del gruppo o alla Magirus GmbH, il numero rimanente venne garantito da Fiat fino al 2017.
Dal 2013 viene prodotta l'intera gamma dei veicoli antincendio del gruppo Iveco. Nel ramo lavorano circa 1.000 dipendenti.